# Arrondissement de Domfront
L'arrondissement de Domfront est une ancienne subdivision administrative française du département de l'Orne, créée le 17 février 1800 et supprimée le 10 septembre 1926. Les cantons furent rattachés aux arrondissements d'Alençon et Argentan.

## Composition
Il comprenait les cantons d'Athis-de-l'Orne, Domfront, la Ferté-Macé, Flers (ultérieurement divisé en Flers-Nord et Flers-Sud), Juvigny-sous-Andaine, Passais, Messei et Tinchebray.

## Sous-préfets
| Période          | Période           | Identité                     | Fonction précédente                                                                          | Observation                                                             |
| ---------------- | ----------------- | ---------------------------- | -------------------------------------------------------------------------------------------- | ----------------------------------------------------------------------- |
|                  |                   |                              |                                                                                              |                                                                         |
| 22 août 1830     | 12 novembre 1835  | Charles Roulleaux-Dugage     |                                                                                              | Nommé préfet de l'Ardèche                                               |
|                  |                   |                              |                                                                                              |                                                                         |
| 24 janvier 1849  | 7 décembre 1849   | Charles Grachet              | Sous-préfet de Mortain                                                                       | Nommé sous-préfet de Villefranche-sur-Saône                             |
|                  |                   |                              |                                                                                              |                                                                         |
| 30 août 1854     | 15 décembre 1856  | François de Saint-Priest     | Attaché au cabinet du ministre de l'intérieur                                                | Nommé sous-préfet de Pont-Audemer                                       |
|                  |                   |                              |                                                                                              |                                                                         |
| 4 février 1865   | 23 mars 1867      | Paul Saint-Etienne Cavaignac | Sous-préfet de Sisteron                                                                      | Remplacé sur sa demande                                                 |
|                  |                   |                              |                                                                                              |                                                                         |
| 24 mai 1876      | 24 mai 1877       | Ernest Huet                  | Attaché au cabinet d'un avocat au conseil d'État                                             | Remplacé. Nommé sous-préfet de Saumur en 1878                           |
| 30 décembre 1877 | 27 juin 1881      | Emile Dornois                | Rédacteur                                                                                    | Nommé sous-préfet d'Étampes                                             |
| 27 juin 1881     | 31 décembre 1892  | Arthur Parmentier            | Sous-préfet de Mortagne                                                                      | Remplacé, devient percepteur                                            |
| 31 décembre 1892 | 10 avril 1894     | Louis Détolle                | Sous-préfet de Saint-Pol                                                                     | Devient rédacteur principal au ministère de l'Intérieur                 |
| 10 avril 1894    | 13 février 1897   | Robert Leneveu               | Rédacteur à l'Administration centrale du ministère de l'Intérieur (Personnel et Secrétariat) | Nommé sous-préfet de Bernay                                             |
| 13 février 1897  | 19 juillet 1898   | Pierre Blanc                 | Sous-préfet de Condom                                                                        | Nommé sous-préfet d'Avesnes                                             |
| 19 juillet 1898  | 7 février 1902    | Pierre Linarès               | Sous-préfet de Romorantin                                                                    | Nommé sous-préfet de Saint-Gaudens                                      |
| 7 février 1902   | 6 février 1903    | Paul Seyoz                   |                                                                                              | Remplacé                                                                |
| 6 février 1903   | 30 décembre 1905  | Paul Peytral                 | Attaché au cabinet du président du conseil et ministre de l'intérieur Émile Combes           | Nommé sous-préfet de Vervins                                            |
| 30 décembre 1905 | 8 décembre 1906   | Adrien Martineau             | Sous-préfet de Saint-Claude                                                                  | Nommé sous-préfet de Saint-Nazaire                                      |
| 8 décembre 1906  | 18 décembre 1907  | Louis Gourhaël de Penenprat  | Secrétaire général de la préfecture du Puy-de-Dôme                                           | Nommé sous-préfet de Château-Gontier                                    |
| 18 décembre 1907 | 2 janvier 1915    | Fernand Roimarmier           | Sous-préfet de Lombez                                                                        | Mobilisé pour la guerre                                                 |
| 2 janvier 1915   | 1916              | Louis Froment                | Chef de cabinet du préfet de l'Orne                                                          | Mort en fonction                                                        |
| 11 avril 1916    | 1er août 1922     | Augustin Jouve               | Mobilisé pour la guerre                                                                      | Nommé sous-préfet de Sedan                                              |
| 1er août 1922    | 3 novembre 1922   | Georges Rogé                 | Mis à la disposition du président du Conseil pour le service général d'Alsace et Lorraine    | Nommé secrétaire général de la préfecture du Loiret                     |
| 3 novembre 1922  | 1er juillet 1924  | François Taviani             | Sous-préfet d'Ussel                                                                          | Mis en disponibilité sur sa demande                                     |
| 8 septembre 1924 | 22 septembre 1926 | Léon Beaugrand               | Sous-préfet de Moissac                                                                       | Rattaché à la préfecture de l'Orne à la fermeture de la sous-préfecture |